# Quốc kỳ Áo

Quốc kỳ Áo

Hiệu kỳ Nhà nước Áo

Quốc kỳ Áo (tiếng Đức: Österreichische Flagge) có ba dải màu nằm ngang bằng nhau: dải màu trắng ở giữa hai dải màu đỏ tươi. Đây là một trong những lá quốc kỳ cổ xưa nhất thế giới.